# Патрульный катер

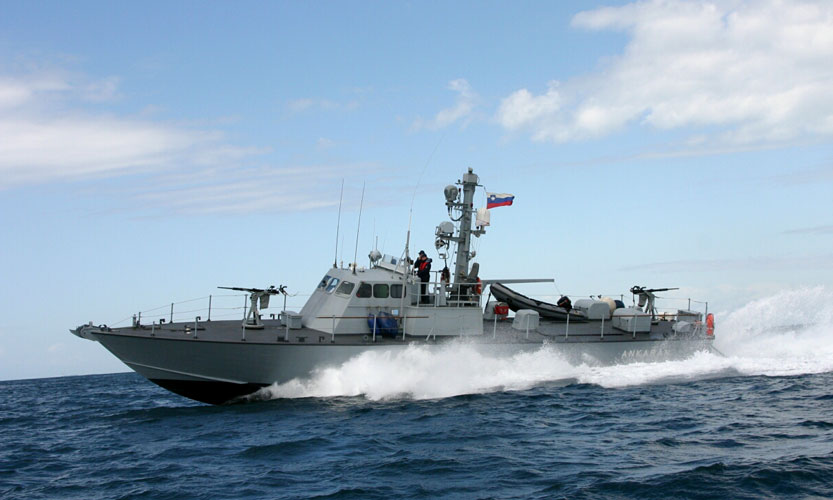
Словенский HPL-21 Ankaran израильской постройки.

Патрульный катер (patrol-type craft) — катер для патрулирования прибрежной зоны, судоходных рек и других водных путей.

## Классификация

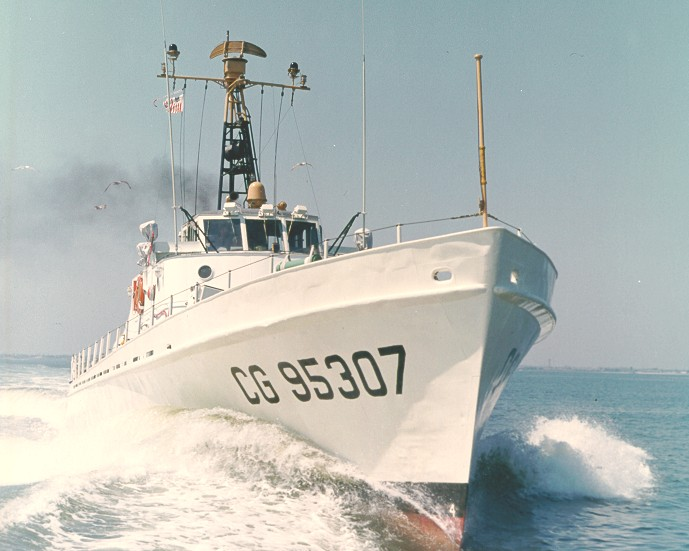
WPB-95307, 1963 год

Военный патрульный катер определяется как малый быстроходный корабль для действий в прибрежной зоне. Обычно такие катера экспромтом создавались для решения конкретных задач в военное время, а затем списывались из флота.
В классификации ВМФ ВС Союза ССР (позже Российской Федерации) патрульных катеров нет, однако в классе «боевых кораблей» есть типы, имеющие в названии «катер» и некоторые из них выпускались в патрульной модификации, например проекты 133П (модификация противолодочного катера), 205П (модификация ракетного катера) в СССР, 1431 Мираж в Российской Федерации.

## Применение

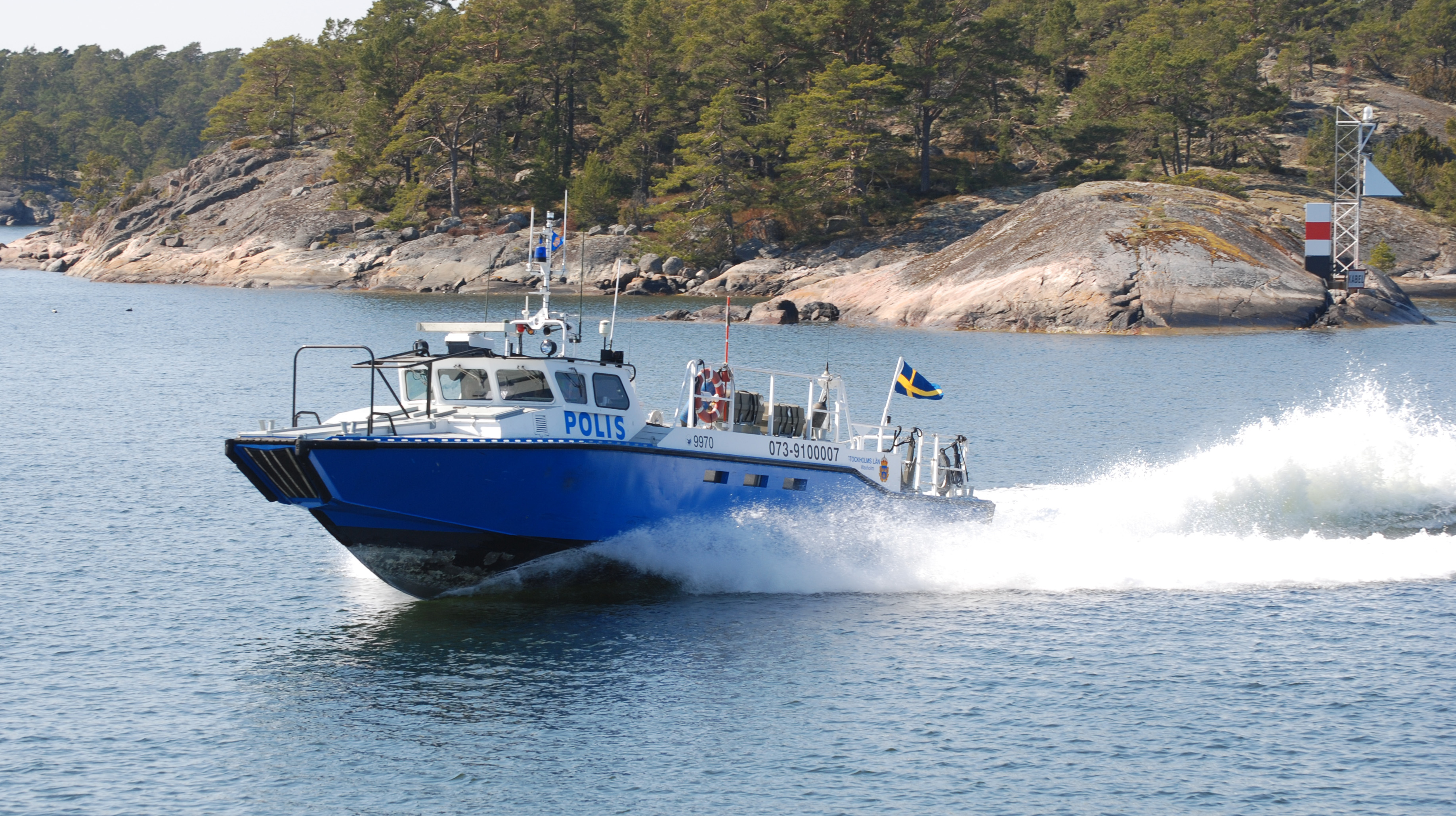
Морская полиция использует одну Stridsbåt 90E как патрульную в Стокгольмском архипелаге.

В США такие катера использовались в период действия сухого закона для борьбы с контрабандой алкоголя, парирования угрозы японских диверсий во время ВМВ, а позже для предотвращения контрабанды наркотиков. Кроме того, была создана серия речных патрульных катеров для ведения войны во Вьетнаме.
Во многих случаях патрульные функции выполнялись другими типами судов — преимущественно торпедными, сторожевыми и бронекатерами или миноносцами. 
Во Вьетнаме в этой роли широко использовались даже относительно тихоходные бронированные десантные катера LCM.

## Примеры
- Патрульные катера типа «Флювефискен» (Дания)
- Патрульные катера типа «Супер Двора» (Израиль)
- Patrol Craft Fast[англ.] (США)
- Патрульные катера проекта 12150 «Мангуст» (Россия)
- Storebro Stridsbåt 90E[швед.] (Швеция)